# Lipany (Praha)
Lipany (německy Lipan) jsou městská čtvrť a katastrální území o rozloze 58,23 ha, rozkládající se na okraji jihovýchodního cípu hlavního města Prahy, od 24. listopadu 1990 součást městské části Praha-Kolovraty. Jsou zde evidovány 4 ulice a 50 adres. K Praze byly připojeny již jako součást obce Kolovraty roku 1974.

## Historie
Název Lipany pochází od lip. Vesnice byla založena před rokem 1325, v Deskách zemských je toho roku jako soudce zapsán Havel z Lipan. Nacházely se zde tři lánové statky, které zpočátku patřily různým vrchnostem. U nich byl před rokem 1352 postaven kostel svatého Martina s farou, který sloužil i pro obyvatele nedalekého Kuří. Během třicetileté války byl poškozen a přišel o tři zvony. Fara byla vypálena a nebyla již obnovena.
Usedlosti čp. 1 a 3 patřily od roku 1364 k johanitské Uhříněvsi, statek čp. 1 přešel za husitských bouří do majetku zemanů Tatků z Kuří. Statek čp. 2 patřil od založení vsi až do roku 1751 spolu s polovinou Kuří pražskému purkrabství.
Jako součást správní obce Kolovraty byly Lipany od poloviny 19. století. Místní samosprávu ztratily za druhé světové války. Z Lipan byli tři z pěti sedláků nuceně s rodinami vysídleni do pohraničí.

## Zajímavosti
V době socialismu byl v Lipanech schováván velký pomník Antonína Švehly. Ukryt byl ve staré studni statku Rathouských čp. 3. Na jeho záchraně se v lednu 1949 podíleli místní obyvatelé Bohumil Řehák a Milan Rathouský. Jako mladíci ze selských rodin jej tajně dopravili pomocí traktoru přes zamrzlý mlýnský rybník. Pomník byl po roce 1990 opět instalován v Říčanech. 

## Pamětihodnosti
- kostel svatého Martina se hřbitovem - postaven před rokem 1352, ulice V Listnáčích[4]

## Fotogalerie

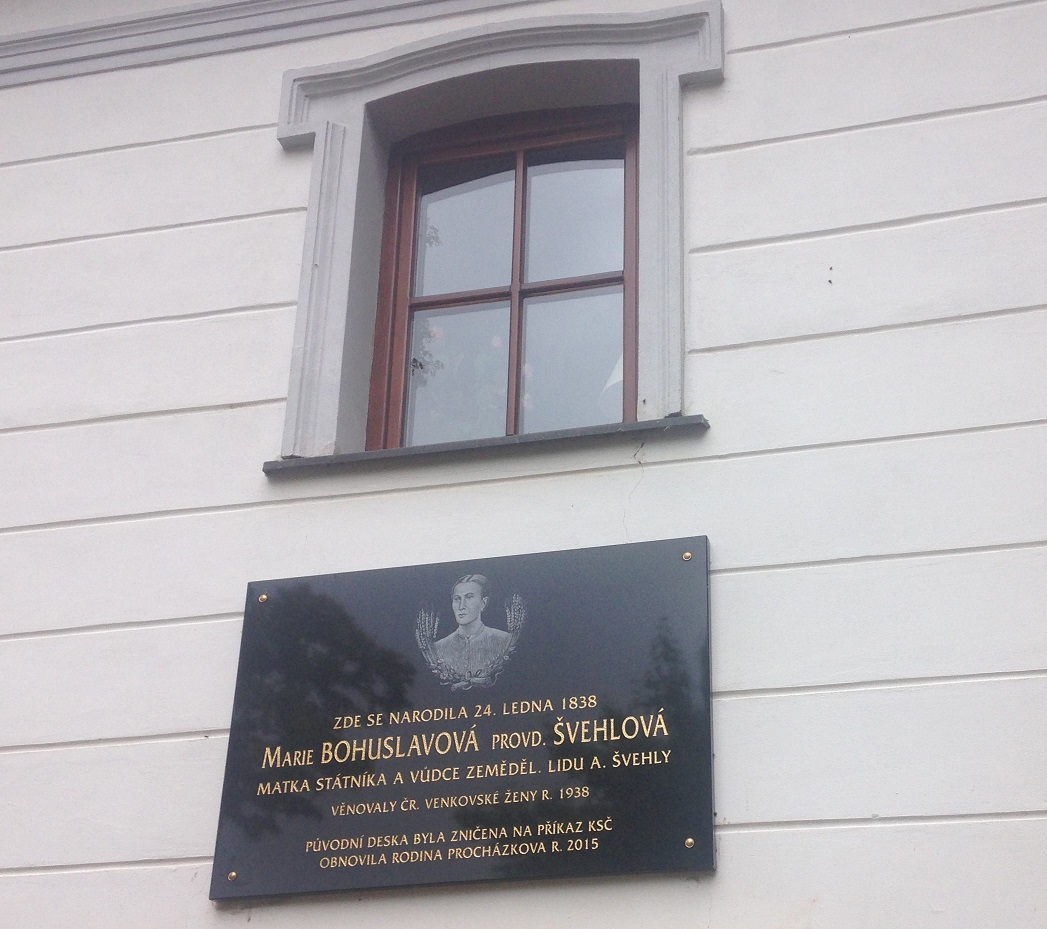
Obnovená pamětní deska v místě narození matky Antonína Švehly
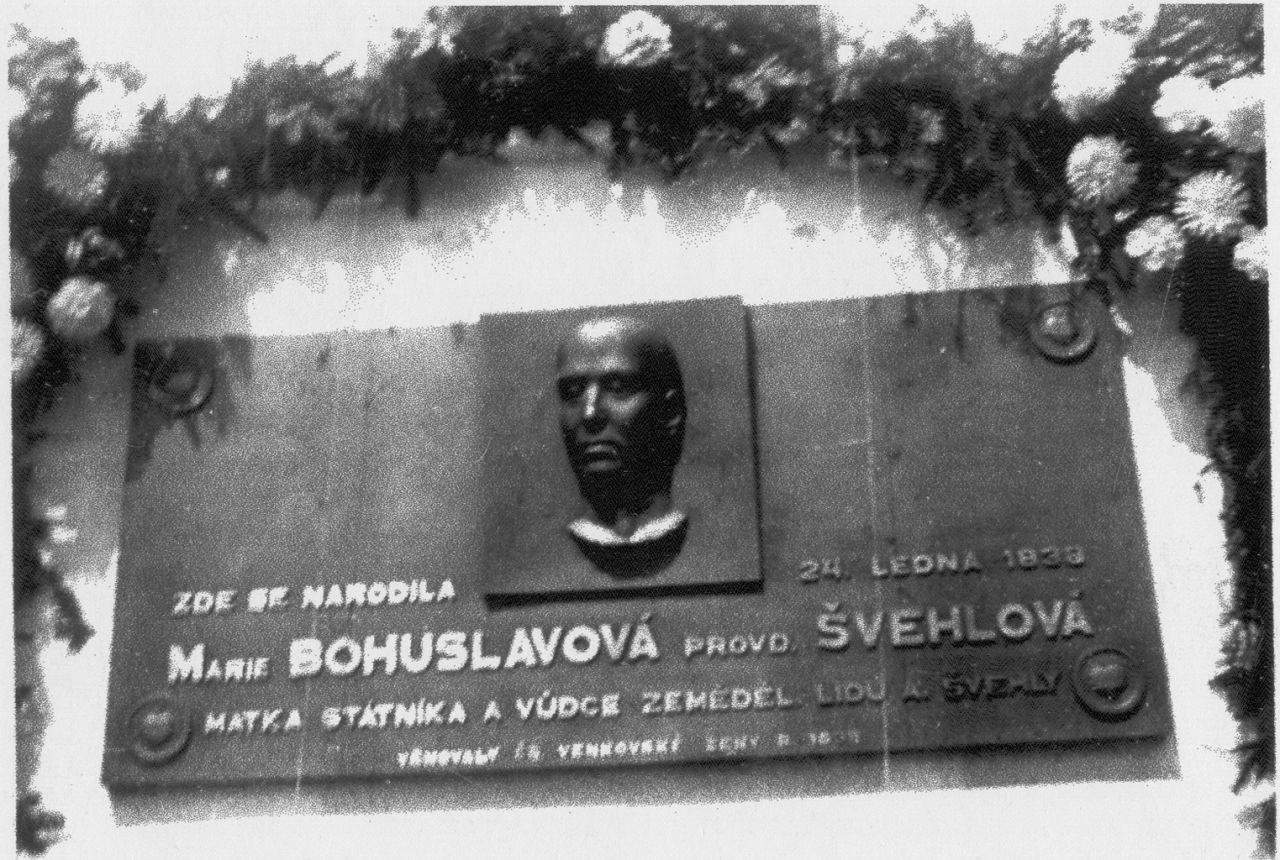
Původní bronzová pamětní deska z r. 1938
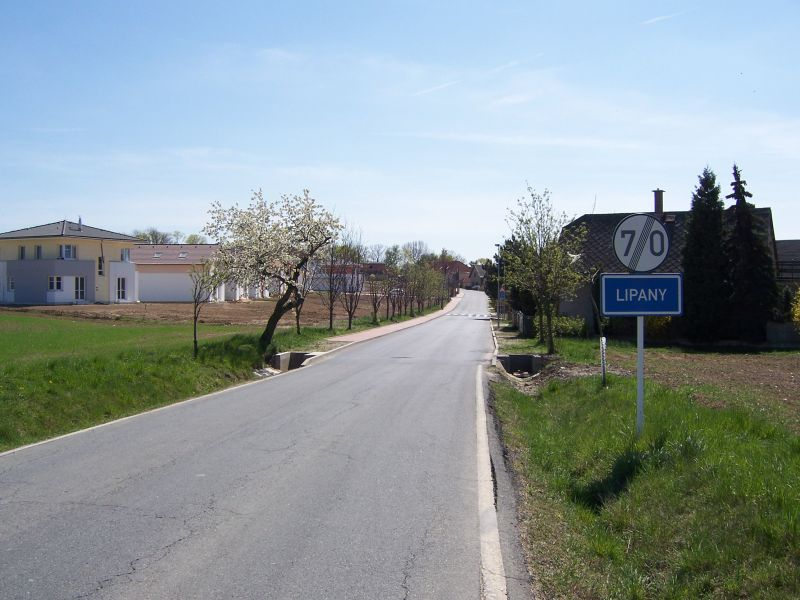
Lipany ze silnice od Benic
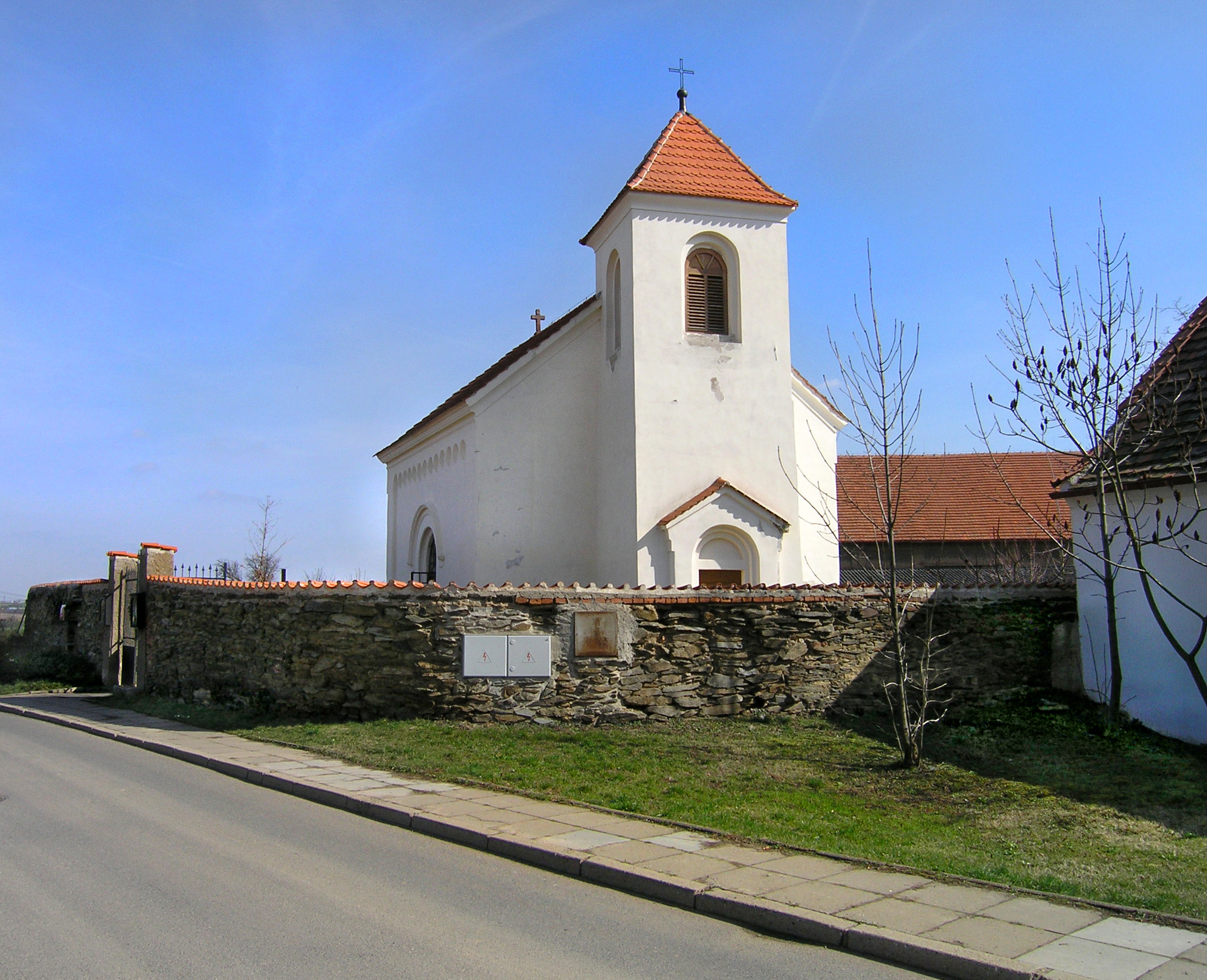
Novorománský kostelík svatého Martina v ulici V Listnáčích
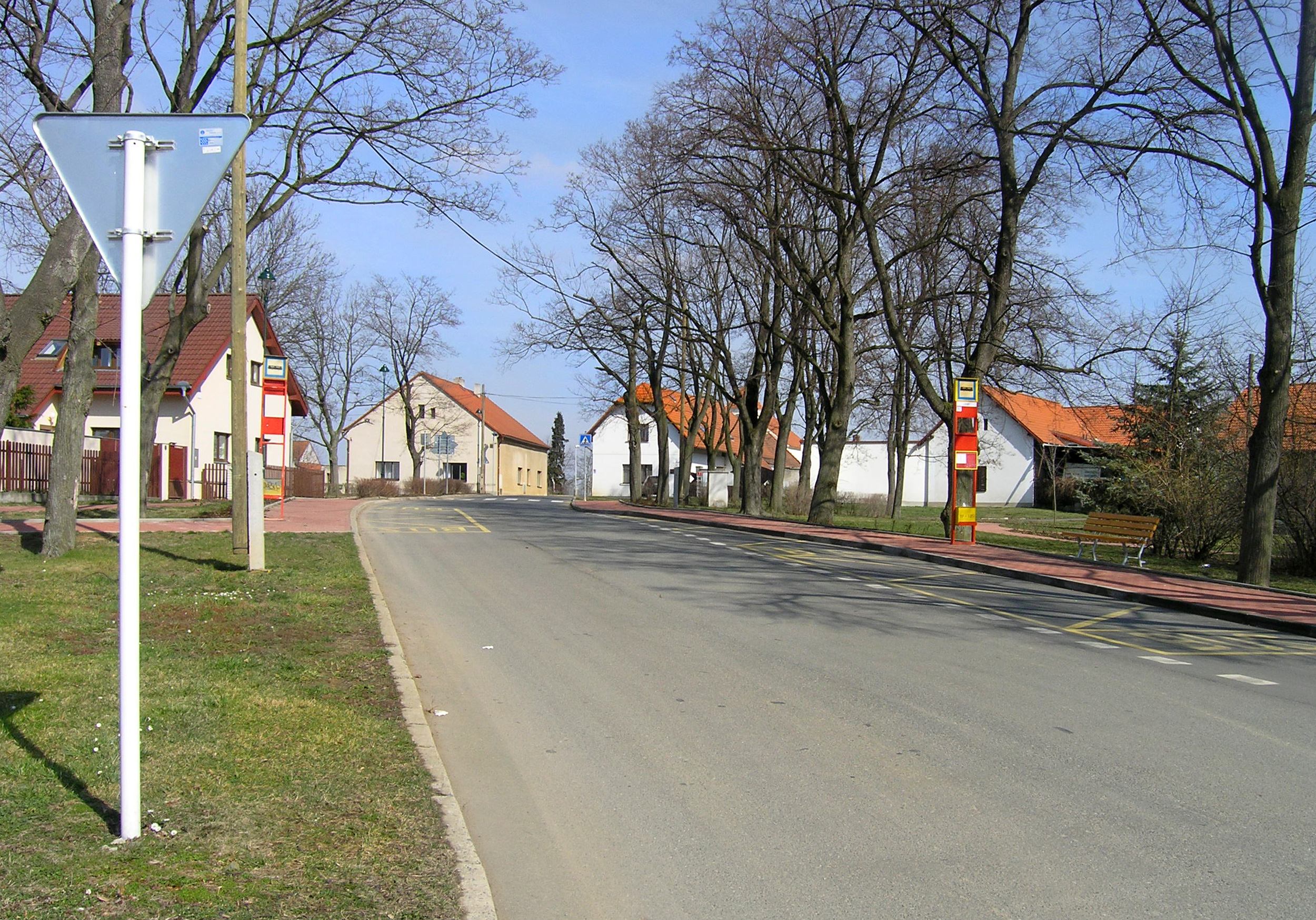
Ulice V Listnáčích směrem ke Kolovratům

## Symboly

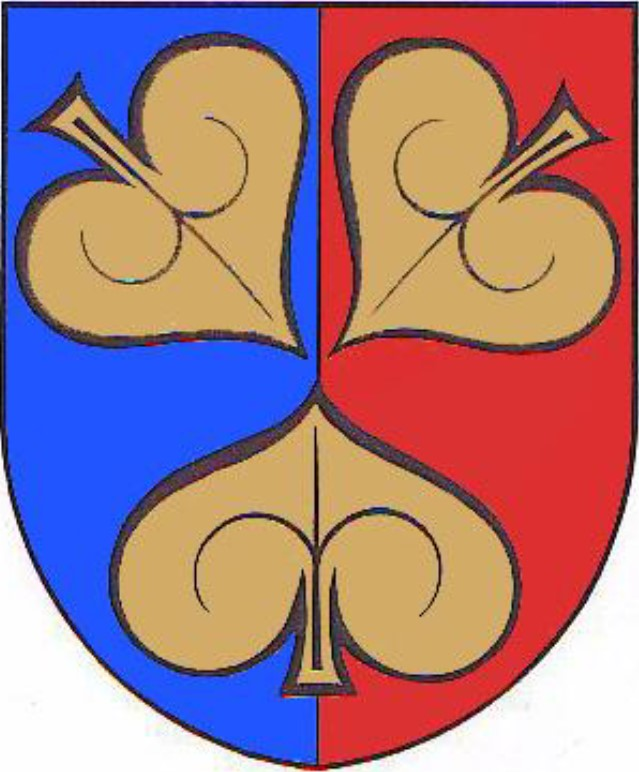
Znak
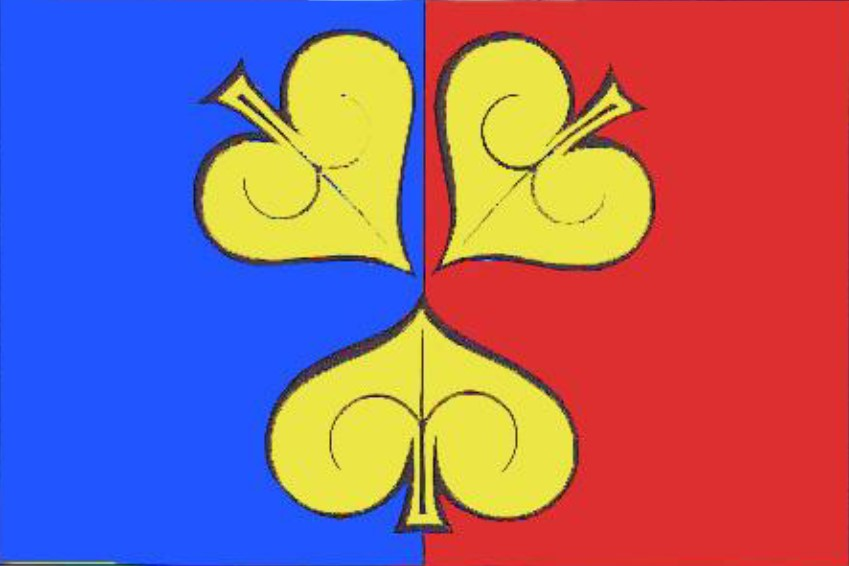
Vlajka